# Ligue des champions masculine de l'EHF 1996-1997
Navigation
Ligue des champions 1995-1996 Ligue des champions 1997-1998
La saison 1996-1997 de la Ligue des champions masculine de l'EHF est la 37e édition de la compétition, anciennement Coupe d'Europe des clubs champions. Organisée par l'EHF, elle met aux prises 36 équipes européennes.
La compétition est remportée pour la troisième fois par le club espagnol du FC Barcelone qui conserve son titre aux dépens du club croate du Badel 1862 Zagreb.

## Participants
| Huitièmes de finale (28) | Huitièmes de finale (28) | Huitièmes de finale (28) | Huitièmes de finale (28) | Huitièmes de finale (28) | Huitièmes de finale (28) | Huitièmes de finale (28) | Huitièmes de finale (28) | Huitièmes de finale (28) | Huitièmes de finale (28) | Huitièmes de finale (28) | Huitièmes de finale (28) | Huitièmes de finale (28) | Huitièmes de finale (28) | Huitièmes de finale (28) | Huitièmes de finale (28) | Huitièmes de finale (28) | Huitièmes de finale (28) | Huitièmes de finale (28) | Huitièmes de finale (28) | Huitièmes de finale (28) | Huitièmes de finale (28) | Huitièmes de finale (28) | Huitièmes de finale (28) | Huitièmes de finale (28) | Huitièmes de finale (28) | Huitièmes de finale (28) | Huitièmes de finale (28) | Huitièmes de finale (28) | Huitièmes de finale (28) |
| --- | --- | --- | --- | --- | --- | --- | --- | --- | --- | --- | --- | --- | --- | --- | --- | --- | --- | --- | --- | --- | --- | --- | --- | --- | --- | --- | --- | --- | --- |
| - FC Barcelone : tenant du titre - THW Kiel : champion d'Allemagne - HSG Linz : Champion d'Autriche - Initia HC Hasselt : Champion de Belgique - SKA Minsk : Champion de Biélorussie - Banka Croatia Zagreb : Champion de Croatie - GO Gudme : Champion du Danemark - Teka Santander : Vice-champion d'Espagne - BK-46 Karis : Champion de Finlande - PSG-Asnières : vice-champion de France 1996 - ESN Vrilision : champion de Grèce - SC Pick Szeged : champion de Hongrie - Valur Reykjavik : champion d'Islande - Hapoël Rishon LeZion : Champion d'Israël | - FC Barcelone : tenant du titre - THW Kiel : champion d'Allemagne - HSG Linz : Champion d'Autriche - Initia HC Hasselt : Champion de Belgique - SKA Minsk : Champion de Biélorussie - Banka Croatia Zagreb : Champion de Croatie - GO Gudme : Champion du Danemark - Teka Santander : Vice-champion d'Espagne - BK-46 Karis : Champion de Finlande - PSG-Asnières : vice-champion de France 1996 - ESN Vrilision : champion de Grèce - SC Pick Szeged : champion de Hongrie - Valur Reykjavik : champion d'Islande - Hapoël Rishon LeZion : Champion d'Israël | - FC Barcelone : tenant du titre - THW Kiel : champion d'Allemagne - HSG Linz : Champion d'Autriche - Initia HC Hasselt : Champion de Belgique - SKA Minsk : Champion de Biélorussie - Banka Croatia Zagreb : Champion de Croatie - GO Gudme : Champion du Danemark - Teka Santander : Vice-champion d'Espagne - BK-46 Karis : Champion de Finlande - PSG-Asnières : vice-champion de France 1996 - ESN Vrilision : champion de Grèce - SC Pick Szeged : champion de Hongrie - Valur Reykjavik : champion d'Islande - Hapoël Rishon LeZion : Champion d'Israël | - FC Barcelone : tenant du titre - THW Kiel : champion d'Allemagne - HSG Linz : Champion d'Autriche - Initia HC Hasselt : Champion de Belgique - SKA Minsk : Champion de Biélorussie - Banka Croatia Zagreb : Champion de Croatie - GO Gudme : Champion du Danemark - Teka Santander : Vice-champion d'Espagne - BK-46 Karis : Champion de Finlande - PSG-Asnières : vice-champion de France 1996 - ESN Vrilision : champion de Grèce - SC Pick Szeged : champion de Hongrie - Valur Reykjavik : champion d'Islande - Hapoël Rishon LeZion : Champion d'Israël | - FC Barcelone : tenant du titre - THW Kiel : champion d'Allemagne - HSG Linz : Champion d'Autriche - Initia HC Hasselt : Champion de Belgique - SKA Minsk : Champion de Biélorussie - Banka Croatia Zagreb : Champion de Croatie - GO Gudme : Champion du Danemark - Teka Santander : Vice-champion d'Espagne - BK-46 Karis : Champion de Finlande - PSG-Asnières : vice-champion de France 1996 - ESN Vrilision : champion de Grèce - SC Pick Szeged : champion de Hongrie - Valur Reykjavik : champion d'Islande - Hapoël Rishon LeZion : Champion d'Israël | - FC Barcelone : tenant du titre - THW Kiel : champion d'Allemagne - HSG Linz : Champion d'Autriche - Initia HC Hasselt : Champion de Belgique - SKA Minsk : Champion de Biélorussie - Banka Croatia Zagreb : Champion de Croatie - GO Gudme : Champion du Danemark - Teka Santander : Vice-champion d'Espagne - BK-46 Karis : Champion de Finlande - PSG-Asnières : vice-champion de France 1996 - ESN Vrilision : champion de Grèce - SC Pick Szeged : champion de Hongrie - Valur Reykjavik : champion d'Islande - Hapoël Rishon LeZion : Champion d'Israël | - FC Barcelone : tenant du titre - THW Kiel : champion d'Allemagne - HSG Linz : Champion d'Autriche - Initia HC Hasselt : Champion de Belgique - SKA Minsk : Champion de Biélorussie - Banka Croatia Zagreb : Champion de Croatie - GO Gudme : Champion du Danemark - Teka Santander : Vice-champion d'Espagne - BK-46 Karis : Champion de Finlande - PSG-Asnières : vice-champion de France 1996 - ESN Vrilision : champion de Grèce - SC Pick Szeged : champion de Hongrie - Valur Reykjavik : champion d'Islande - Hapoël Rishon LeZion : Champion d'Israël | - FC Barcelone : tenant du titre - THW Kiel : champion d'Allemagne - HSG Linz : Champion d'Autriche - Initia HC Hasselt : Champion de Belgique - SKA Minsk : Champion de Biélorussie - Banka Croatia Zagreb : Champion de Croatie - GO Gudme : Champion du Danemark - Teka Santander : Vice-champion d'Espagne - BK-46 Karis : Champion de Finlande - PSG-Asnières : vice-champion de France 1996 - ESN Vrilision : champion de Grèce - SC Pick Szeged : champion de Hongrie - Valur Reykjavik : champion d'Islande - Hapoël Rishon LeZion : Champion d'Israël | - FC Barcelone : tenant du titre - THW Kiel : champion d'Allemagne - HSG Linz : Champion d'Autriche - Initia HC Hasselt : Champion de Belgique - SKA Minsk : Champion de Biélorussie - Banka Croatia Zagreb : Champion de Croatie - GO Gudme : Champion du Danemark - Teka Santander : Vice-champion d'Espagne - BK-46 Karis : Champion de Finlande - PSG-Asnières : vice-champion de France 1996 - ESN Vrilision : champion de Grèce - SC Pick Szeged : champion de Hongrie - Valur Reykjavik : champion d'Islande - Hapoël Rishon LeZion : Champion d'Israël | - FC Barcelone : tenant du titre - THW Kiel : champion d'Allemagne - HSG Linz : Champion d'Autriche - Initia HC Hasselt : Champion de Belgique - SKA Minsk : Champion de Biélorussie - Banka Croatia Zagreb : Champion de Croatie - GO Gudme : Champion du Danemark - Teka Santander : Vice-champion d'Espagne - BK-46 Karis : Champion de Finlande - PSG-Asnières : vice-champion de France 1996 - ESN Vrilision : champion de Grèce - SC Pick Szeged : champion de Hongrie - Valur Reykjavik : champion d'Islande - Hapoël Rishon LeZion : Champion d'Israël | - FC Barcelone : tenant du titre - THW Kiel : champion d'Allemagne - HSG Linz : Champion d'Autriche - Initia HC Hasselt : Champion de Belgique - SKA Minsk : Champion de Biélorussie - Banka Croatia Zagreb : Champion de Croatie - GO Gudme : Champion du Danemark - Teka Santander : Vice-champion d'Espagne - BK-46 Karis : Champion de Finlande - PSG-Asnières : vice-champion de France 1996 - ESN Vrilision : champion de Grèce - SC Pick Szeged : champion de Hongrie - Valur Reykjavik : champion d'Islande - Hapoël Rishon LeZion : Champion d'Israël | - FC Barcelone : tenant du titre - THW Kiel : champion d'Allemagne - HSG Linz : Champion d'Autriche - Initia HC Hasselt : Champion de Belgique - SKA Minsk : Champion de Biélorussie - Banka Croatia Zagreb : Champion de Croatie - GO Gudme : Champion du Danemark - Teka Santander : Vice-champion d'Espagne - BK-46 Karis : Champion de Finlande - PSG-Asnières : vice-champion de France 1996 - ESN Vrilision : champion de Grèce - SC Pick Szeged : champion de Hongrie - Valur Reykjavik : champion d'Islande - Hapoël Rishon LeZion : Champion d'Israël | - FC Barcelone : tenant du titre - THW Kiel : champion d'Allemagne - HSG Linz : Champion d'Autriche - Initia HC Hasselt : Champion de Belgique - SKA Minsk : Champion de Biélorussie - Banka Croatia Zagreb : Champion de Croatie - GO Gudme : Champion du Danemark - Teka Santander : Vice-champion d'Espagne - BK-46 Karis : Champion de Finlande - PSG-Asnières : vice-champion de France 1996 - ESN Vrilision : champion de Grèce - SC Pick Szeged : champion de Hongrie - Valur Reykjavik : champion d'Islande - Hapoël Rishon LeZion : Champion d'Israël | - FC Barcelone : tenant du titre - THW Kiel : champion d'Allemagne - HSG Linz : Champion d'Autriche - Initia HC Hasselt : Champion de Belgique - SKA Minsk : Champion de Biélorussie - Banka Croatia Zagreb : Champion de Croatie - GO Gudme : Champion du Danemark - Teka Santander : Vice-champion d'Espagne - BK-46 Karis : Champion de Finlande - PSG-Asnières : vice-champion de France 1996 - ESN Vrilision : champion de Grèce - SC Pick Szeged : champion de Hongrie - Valur Reykjavik : champion d'Islande - Hapoël Rishon LeZion : Champion d'Israël | - FC Barcelone : tenant du titre - THW Kiel : champion d'Allemagne - HSG Linz : Champion d'Autriche - Initia HC Hasselt : Champion de Belgique - SKA Minsk : Champion de Biélorussie - Banka Croatia Zagreb : Champion de Croatie - GO Gudme : Champion du Danemark - Teka Santander : Vice-champion d'Espagne - BK-46 Karis : Champion de Finlande - PSG-Asnières : vice-champion de France 1996 - ESN Vrilision : champion de Grèce - SC Pick Szeged : champion de Hongrie - Valur Reykjavik : champion d'Islande - Hapoël Rishon LeZion : Champion d'Israël | - Principe Trieste : Champion d'Italie - HC Granitas Kaunas : Champion de Lituanie - HC La Fraternelle Esch : Champion du Luxembourg - IL Runar : Vice-Champion de Norvège - E&O Emmen : Vice-champion des Pays-Bas - Iskra Kielce : Champion de Pologne - ABC Braga : Champion du Portugal - Kaustik Volgograd : Champion de Russie - RK Celje : champion de Slovénie - Redbergslids IK : Champion de Suède - Pfadi Winterthur : Champion de Suisse - CS Cabot Zubri : Champion de République tchèque - Çankaya Belediye SK : Champion de Turquie - Chakhtar Donetsk : Champion d'Ukraine | - Principe Trieste : Champion d'Italie - HC Granitas Kaunas : Champion de Lituanie - HC La Fraternelle Esch : Champion du Luxembourg - IL Runar : Vice-Champion de Norvège - E&O Emmen : Vice-champion des Pays-Bas - Iskra Kielce : Champion de Pologne - ABC Braga : Champion du Portugal - Kaustik Volgograd : Champion de Russie - RK Celje : champion de Slovénie - Redbergslids IK : Champion de Suède - Pfadi Winterthur : Champion de Suisse - CS Cabot Zubri : Champion de République tchèque - Çankaya Belediye SK : Champion de Turquie - Chakhtar Donetsk : Champion d'Ukraine | - Principe Trieste : Champion d'Italie - HC Granitas Kaunas : Champion de Lituanie - HC La Fraternelle Esch : Champion du Luxembourg - IL Runar : Vice-Champion de Norvège - E&O Emmen : Vice-champion des Pays-Bas - Iskra Kielce : Champion de Pologne - ABC Braga : Champion du Portugal - Kaustik Volgograd : Champion de Russie - RK Celje : champion de Slovénie - Redbergslids IK : Champion de Suède - Pfadi Winterthur : Champion de Suisse - CS Cabot Zubri : Champion de République tchèque - Çankaya Belediye SK : Champion de Turquie - Chakhtar Donetsk : Champion d'Ukraine | - Principe Trieste : Champion d'Italie - HC Granitas Kaunas : Champion de Lituanie - HC La Fraternelle Esch : Champion du Luxembourg - IL Runar : Vice-Champion de Norvège - E&O Emmen : Vice-champion des Pays-Bas - Iskra Kielce : Champion de Pologne - ABC Braga : Champion du Portugal - Kaustik Volgograd : Champion de Russie - RK Celje : champion de Slovénie - Redbergslids IK : Champion de Suède - Pfadi Winterthur : Champion de Suisse - CS Cabot Zubri : Champion de République tchèque - Çankaya Belediye SK : Champion de Turquie - Chakhtar Donetsk : Champion d'Ukraine | - Principe Trieste : Champion d'Italie - HC Granitas Kaunas : Champion de Lituanie - HC La Fraternelle Esch : Champion du Luxembourg - IL Runar : Vice-Champion de Norvège - E&O Emmen : Vice-champion des Pays-Bas - Iskra Kielce : Champion de Pologne - ABC Braga : Champion du Portugal - Kaustik Volgograd : Champion de Russie - RK Celje : champion de Slovénie - Redbergslids IK : Champion de Suède - Pfadi Winterthur : Champion de Suisse - CS Cabot Zubri : Champion de République tchèque - Çankaya Belediye SK : Champion de Turquie - Chakhtar Donetsk : Champion d'Ukraine | - Principe Trieste : Champion d'Italie - HC Granitas Kaunas : Champion de Lituanie - HC La Fraternelle Esch : Champion du Luxembourg - IL Runar : Vice-Champion de Norvège - E&O Emmen : Vice-champion des Pays-Bas - Iskra Kielce : Champion de Pologne - ABC Braga : Champion du Portugal - Kaustik Volgograd : Champion de Russie - RK Celje : champion de Slovénie - Redbergslids IK : Champion de Suède - Pfadi Winterthur : Champion de Suisse - CS Cabot Zubri : Champion de République tchèque - Çankaya Belediye SK : Champion de Turquie - Chakhtar Donetsk : Champion d'Ukraine | - Principe Trieste : Champion d'Italie - HC Granitas Kaunas : Champion de Lituanie - HC La Fraternelle Esch : Champion du Luxembourg - IL Runar : Vice-Champion de Norvège - E&O Emmen : Vice-champion des Pays-Bas - Iskra Kielce : Champion de Pologne - ABC Braga : Champion du Portugal - Kaustik Volgograd : Champion de Russie - RK Celje : champion de Slovénie - Redbergslids IK : Champion de Suède - Pfadi Winterthur : Champion de Suisse - CS Cabot Zubri : Champion de République tchèque - Çankaya Belediye SK : Champion de Turquie - Chakhtar Donetsk : Champion d'Ukraine | - Principe Trieste : Champion d'Italie - HC Granitas Kaunas : Champion de Lituanie - HC La Fraternelle Esch : Champion du Luxembourg - IL Runar : Vice-Champion de Norvège - E&O Emmen : Vice-champion des Pays-Bas - Iskra Kielce : Champion de Pologne - ABC Braga : Champion du Portugal - Kaustik Volgograd : Champion de Russie - RK Celje : champion de Slovénie - Redbergslids IK : Champion de Suède - Pfadi Winterthur : Champion de Suisse - CS Cabot Zubri : Champion de République tchèque - Çankaya Belediye SK : Champion de Turquie - Chakhtar Donetsk : Champion d'Ukraine | - Principe Trieste : Champion d'Italie - HC Granitas Kaunas : Champion de Lituanie - HC La Fraternelle Esch : Champion du Luxembourg - IL Runar : Vice-Champion de Norvège - E&O Emmen : Vice-champion des Pays-Bas - Iskra Kielce : Champion de Pologne - ABC Braga : Champion du Portugal - Kaustik Volgograd : Champion de Russie - RK Celje : champion de Slovénie - Redbergslids IK : Champion de Suède - Pfadi Winterthur : Champion de Suisse - CS Cabot Zubri : Champion de République tchèque - Çankaya Belediye SK : Champion de Turquie - Chakhtar Donetsk : Champion d'Ukraine | - Principe Trieste : Champion d'Italie - HC Granitas Kaunas : Champion de Lituanie - HC La Fraternelle Esch : Champion du Luxembourg - IL Runar : Vice-Champion de Norvège - E&O Emmen : Vice-champion des Pays-Bas - Iskra Kielce : Champion de Pologne - ABC Braga : Champion du Portugal - Kaustik Volgograd : Champion de Russie - RK Celje : champion de Slovénie - Redbergslids IK : Champion de Suède - Pfadi Winterthur : Champion de Suisse - CS Cabot Zubri : Champion de République tchèque - Çankaya Belediye SK : Champion de Turquie - Chakhtar Donetsk : Champion d'Ukraine | - Principe Trieste : Champion d'Italie - HC Granitas Kaunas : Champion de Lituanie - HC La Fraternelle Esch : Champion du Luxembourg - IL Runar : Vice-Champion de Norvège - E&O Emmen : Vice-champion des Pays-Bas - Iskra Kielce : Champion de Pologne - ABC Braga : Champion du Portugal - Kaustik Volgograd : Champion de Russie - RK Celje : champion de Slovénie - Redbergslids IK : Champion de Suède - Pfadi Winterthur : Champion de Suisse - CS Cabot Zubri : Champion de République tchèque - Çankaya Belediye SK : Champion de Turquie - Chakhtar Donetsk : Champion d'Ukraine | - Principe Trieste : Champion d'Italie - HC Granitas Kaunas : Champion de Lituanie - HC La Fraternelle Esch : Champion du Luxembourg - IL Runar : Vice-Champion de Norvège - E&O Emmen : Vice-champion des Pays-Bas - Iskra Kielce : Champion de Pologne - ABC Braga : Champion du Portugal - Kaustik Volgograd : Champion de Russie - RK Celje : champion de Slovénie - Redbergslids IK : Champion de Suède - Pfadi Winterthur : Champion de Suisse - CS Cabot Zubri : Champion de République tchèque - Çankaya Belediye SK : Champion de Turquie - Chakhtar Donetsk : Champion d'Ukraine | - Principe Trieste : Champion d'Italie - HC Granitas Kaunas : Champion de Lituanie - HC La Fraternelle Esch : Champion du Luxembourg - IL Runar : Vice-Champion de Norvège - E&O Emmen : Vice-champion des Pays-Bas - Iskra Kielce : Champion de Pologne - ABC Braga : Champion du Portugal - Kaustik Volgograd : Champion de Russie - RK Celje : champion de Slovénie - Redbergslids IK : Champion de Suède - Pfadi Winterthur : Champion de Suisse - CS Cabot Zubri : Champion de République tchèque - Çankaya Belediye SK : Champion de Turquie - Chakhtar Donetsk : Champion d'Ukraine | - Principe Trieste : Champion d'Italie - HC Granitas Kaunas : Champion de Lituanie - HC La Fraternelle Esch : Champion du Luxembourg - IL Runar : Vice-Champion de Norvège - E&O Emmen : Vice-champion des Pays-Bas - Iskra Kielce : Champion de Pologne - ABC Braga : Champion du Portugal - Kaustik Volgograd : Champion de Russie - RK Celje : champion de Slovénie - Redbergslids IK : Champion de Suède - Pfadi Winterthur : Champion de Suisse - CS Cabot Zubri : Champion de République tchèque - Çankaya Belediye SK : Champion de Turquie - Chakhtar Donetsk : Champion d'Ukraine | - Principe Trieste : Champion d'Italie - HC Granitas Kaunas : Champion de Lituanie - HC La Fraternelle Esch : Champion du Luxembourg - IL Runar : Vice-Champion de Norvège - E&O Emmen : Vice-champion des Pays-Bas - Iskra Kielce : Champion de Pologne - ABC Braga : Champion du Portugal - Kaustik Volgograd : Champion de Russie - RK Celje : champion de Slovénie - Redbergslids IK : Champion de Suède - Pfadi Winterthur : Champion de Suisse - CS Cabot Zubri : Champion de République tchèque - Çankaya Belediye SK : Champion de Turquie - Chakhtar Donetsk : Champion d'Ukraine |
| Tour préliminaire (8) | | | | | | | | | | | | | | | | | | | | | | | | | | | | | |
| - RK Sloboda Solana : Champion de Bosnie-Herzégovine - HK Choumen: Champion de Bulgarie - HC Kehra: Champion d'Estonie - Shevardeni STU Tbilissi : Champion de Géorgie | - RK Sloboda Solana : Champion de Bosnie-Herzégovine - HK Choumen: Champion de Bulgarie - HC Kehra: Champion d'Estonie - Shevardeni STU Tbilissi : Champion de Géorgie | - RK Sloboda Solana : Champion de Bosnie-Herzégovine - HK Choumen: Champion de Bulgarie - HC Kehra: Champion d'Estonie - Shevardeni STU Tbilissi : Champion de Géorgie | - RK Sloboda Solana : Champion de Bosnie-Herzégovine - HK Choumen: Champion de Bulgarie - HC Kehra: Champion d'Estonie - Shevardeni STU Tbilissi : Champion de Géorgie | - RK Sloboda Solana : Champion de Bosnie-Herzégovine - HK Choumen: Champion de Bulgarie - HC Kehra: Champion d'Estonie - Shevardeni STU Tbilissi : Champion de Géorgie | - RK Sloboda Solana : Champion de Bosnie-Herzégovine - HK Choumen: Champion de Bulgarie - HC Kehra: Champion d'Estonie - Shevardeni STU Tbilissi : Champion de Géorgie | - RK Sloboda Solana : Champion de Bosnie-Herzégovine - HK Choumen: Champion de Bulgarie - HC Kehra: Champion d'Estonie - Shevardeni STU Tbilissi : Champion de Géorgie | - RK Sloboda Solana : Champion de Bosnie-Herzégovine - HK Choumen: Champion de Bulgarie - HC Kehra: Champion d'Estonie - Shevardeni STU Tbilissi : Champion de Géorgie | - RK Sloboda Solana : Champion de Bosnie-Herzégovine - HK Choumen: Champion de Bulgarie - HC Kehra: Champion d'Estonie - Shevardeni STU Tbilissi : Champion de Géorgie | - RK Sloboda Solana : Champion de Bosnie-Herzégovine - HK Choumen: Champion de Bulgarie - HC Kehra: Champion d'Estonie - Shevardeni STU Tbilissi : Champion de Géorgie | - RK Sloboda Solana : Champion de Bosnie-Herzégovine - HK Choumen: Champion de Bulgarie - HC Kehra: Champion d'Estonie - Shevardeni STU Tbilissi : Champion de Géorgie | - RK Sloboda Solana : Champion de Bosnie-Herzégovine - HK Choumen: Champion de Bulgarie - HC Kehra: Champion d'Estonie - Shevardeni STU Tbilissi : Champion de Géorgie | - RK Sloboda Solana : Champion de Bosnie-Herzégovine - HK Choumen: Champion de Bulgarie - HC Kehra: Champion d'Estonie - Shevardeni STU Tbilissi : Champion de Géorgie | - RK Sloboda Solana : Champion de Bosnie-Herzégovine - HK Choumen: Champion de Bulgarie - HC Kehra: Champion d'Estonie - Shevardeni STU Tbilissi : Champion de Géorgie | - RK Sloboda Solana : Champion de Bosnie-Herzégovine - HK Choumen: Champion de Bulgarie - HC Kehra: Champion d'Estonie - Shevardeni STU Tbilissi : Champion de Géorgie | - RK Pelister Bitola : Champion de Macédoine - Steaua Bucarest : Championnat de Roumanie - Agro VTJ Topoľčany : Championnat de Slovaquie - Étoile rouge de Belgrade : RF Yougoslavie | - RK Pelister Bitola : Champion de Macédoine - Steaua Bucarest : Championnat de Roumanie - Agro VTJ Topoľčany : Championnat de Slovaquie - Étoile rouge de Belgrade : RF Yougoslavie | - RK Pelister Bitola : Champion de Macédoine - Steaua Bucarest : Championnat de Roumanie - Agro VTJ Topoľčany : Championnat de Slovaquie - Étoile rouge de Belgrade : RF Yougoslavie | - RK Pelister Bitola : Champion de Macédoine - Steaua Bucarest : Championnat de Roumanie - Agro VTJ Topoľčany : Championnat de Slovaquie - Étoile rouge de Belgrade : RF Yougoslavie | - RK Pelister Bitola : Champion de Macédoine - Steaua Bucarest : Championnat de Roumanie - Agro VTJ Topoľčany : Championnat de Slovaquie - Étoile rouge de Belgrade : RF Yougoslavie | - RK Pelister Bitola : Champion de Macédoine - Steaua Bucarest : Championnat de Roumanie - Agro VTJ Topoľčany : Championnat de Slovaquie - Étoile rouge de Belgrade : RF Yougoslavie | - RK Pelister Bitola : Champion de Macédoine - Steaua Bucarest : Championnat de Roumanie - Agro VTJ Topoľčany : Championnat de Slovaquie - Étoile rouge de Belgrade : RF Yougoslavie | - RK Pelister Bitola : Champion de Macédoine - Steaua Bucarest : Championnat de Roumanie - Agro VTJ Topoľčany : Championnat de Slovaquie - Étoile rouge de Belgrade : RF Yougoslavie | - RK Pelister Bitola : Champion de Macédoine - Steaua Bucarest : Championnat de Roumanie - Agro VTJ Topoľčany : Championnat de Slovaquie - Étoile rouge de Belgrade : RF Yougoslavie | - RK Pelister Bitola : Champion de Macédoine - Steaua Bucarest : Championnat de Roumanie - Agro VTJ Topoľčany : Championnat de Slovaquie - Étoile rouge de Belgrade : RF Yougoslavie | - RK Pelister Bitola : Champion de Macédoine - Steaua Bucarest : Championnat de Roumanie - Agro VTJ Topoľčany : Championnat de Slovaquie - Étoile rouge de Belgrade : RF Yougoslavie | - RK Pelister Bitola : Champion de Macédoine - Steaua Bucarest : Championnat de Roumanie - Agro VTJ Topoľčany : Championnat de Slovaquie - Étoile rouge de Belgrade : RF Yougoslavie | - RK Pelister Bitola : Champion de Macédoine - Steaua Bucarest : Championnat de Roumanie - Agro VTJ Topoľčany : Championnat de Slovaquie - Étoile rouge de Belgrade : RF Yougoslavie | - RK Pelister Bitola : Champion de Macédoine - Steaua Bucarest : Championnat de Roumanie - Agro VTJ Topoľčany : Championnat de Slovaquie - Étoile rouge de Belgrade : RF Yougoslavie | - RK Pelister Bitola : Champion de Macédoine - Steaua Bucarest : Championnat de Roumanie - Agro VTJ Topoľčany : Championnat de Slovaquie - Étoile rouge de Belgrade : RF Yougoslavie |

## Phase préliminaire

### Tour préliminaire
| Équipe                | Aller   | Total   | Retour  | Équipe                  |
| --------------------- | ------- | ------- | ------- | ----------------------- |
| Agro VTJ Topoľčany    | 31 – 22 | 56 – 43 | 25 – 21 | HK Choumen              |
| Étoile rouge Belgrade | 32 – 20 | 71 – 41 | 39 – 21 | HC Kehra                |
| RK Pelister Bitola    | 28 – 27 | 52 – 41 | 24 – 14 | Shevardeni STU Tbilissi |
| Steaua Bucarest       | 30 – 24 | 54 – 49 | 24 – 25 | Sloboda Tuzla           |

### Huitièmes de finale
| Équipe                 | Aller   | Total   | Retour  | Équipe                |
| ---------------------- | ------- | ------- | ------- | --------------------- |
| FC Barcelone           | 37 – 22 | 71 – 51 | 34 – 29 | Kaustik Volgograd     |
| HC La Fraternelle Esch | 17 – 33 | 32 – 59 | 15 – 26 | THW Kiel              |
| Pfadi Winterthur       | 24 – 17 | 45 – 44 | 21 – 27 | Redbergslids IK       |
| Çankaya Belediye SK    | 24 – 27 | 44 – 58 | 20 – 31 | Banka Croatia Zagreb  |
| HSG Linz               | 19 – 18 | 37 – 41 | 18 – 23 | SKA Minsk             |
| Hapoël Rishon LeZion   | 19 – 24 | 40 – 41 | 21 – 17 | ABC Braga             |
| GO Gudme               | 21 – 24 | 40 – 38 | 19 – 14 | RK Pelister Bitola    |
| Iskra Kielce           | 22 – 21 | 38 – 40 | 16 – 19 | Principe Trieste      |
| HC Granitas Kaunas     | 33 – 13 | 55 – 28 | 22 – 15 | E&O Emmen             |
| Agro VTJ Topoľčany     | 16 – 33 | 34 – 66 | 18 – 33 | RK Celje              |
| HC Zubří               | 23 – 24 | 49 – 52 | 26 – 28 | Étoile rouge Belgrade |
| Initia HC Hasselt      | 22 – 18 | 39 – 45 | 17 – 27 | PSG-Asnières          |
| SC Pick Szeged         | 27 – 17 | 50 – 42 | 23 – 25 | Steaua Bucarest       |
| ESN Vrilision          | 17 – 32 | 37 – 53 | 20 – 21 | IL Runar              |
| Valur Reykjavik        | 19 – 20 | 35 – 47 | 16 – 27 | Chakhtar Donetsk      |
| BK-46 Karis            | 20 – 29 | 38 – 55 | 18 – 26 | Teka Santander        |

## Phase de groupes

### Groupe A
|   | Équipe             | Pts | J | G | N | P | Bp  | Bc  | Diff |  | Résultats (dom.\ext.) |       |       |       |       |
| - | ------------------ | --- | - | - | - | - | --- | --- | ---- |  | --------------------- | ----- | ----- | ----- | ----- |
| 1 | FC Barcelone       | 11  | 6 | 5 | 1 | 0 | 180 | 127 | 53   |  | FC Barcelone          |       | 34-26 | 36-18 | 38-17 |
| 2 | ABC Braga          | 6   | 6 | 3 | 0 | 3 | 141 | 136 | 5    |  | ABC Braga             | 20-23 |       | 21-15 | 25-20 |
| 3 | Chakhtar Donetsk   | 4   | 6 | 2 | 0 | 4 | 127 | 152 | -25  |  | Chakhtar Donetsk      | 23-26 | 28-27 |       | 23-19 |
| 4 | HC Granitas Kaunas | 3   | 6 | 1 | 1 | 4 | 118 | 151 | -33  |  | HC Granitas Kaunas    | 23-23 | 28-27 | 23-20 |       |

### Groupe B
|   | Équipe               | Pts | J | G | N | P | Bp  | Bc  | Diff |  | Résultats (dom.\ext.) |       |       |       |       |
| - | -------------------- | --- | - | - | - | - | --- | --- | ---- |  | --------------------- | ----- | ----- | ----- | ----- |
| 1 | Banka Croatia Zagreb | 10  | 6 | 4 | 2 | 0 | 168 | 141 | 27   |  | Banka Croatia Zagreb  |       | 29-29 | 31-21 | 27-19 |
| 2 | SC Pick Szeged       | 8   | 6 | 3 | 2 | 1 | 163 | 150 | 13   |  | SC Pick Szeged        | 22-22 |       | 33-23 | 30-22 |
| 3 | IL Runar Sandefjord  | 6   | 6 | 3 | 0 | 3 | 155 | 168 | -13  |  | IL Runar Sandefjord   | 24-29 | 29-20 |       | 31-30 |
| 4 | Principe Trieste     | 0   | 6 | 0 | 0 | 6 | 147 | 174 | -27  |  | Principe Trieste      | 26-30 | 25-29 | 25-27 |       |

### Groupe C
|   | Équipe                   | Pts | J | G | N | P | Bp  | Bc  | Diff |  | Résultats (dom.\ext.)    |       |       |       |       |
| - | ------------------------ | --- | - | - | - | - | --- | --- | ---- |  | ------------------------ | ----- | ----- | ----- | ----- |
| 1 | THW Kiel                 | 10  | 6 | 5 | 0 | 1 | 154 | 118 | 36   |  | THW Kiel                 |       | 30-20 | 27-17 | 21-15 |
| 2 | Pfadi Winterthur         | 10  | 6 | 5 | 0 | 1 | 145 | 137 | 8    |  | Pfadi Winterthur         | 26-23 |       | 27-23 | 23-19 |
| 3 | Étoile rouge de Belgrade | 4   | 6 | 2 | 0 | 4 | 150 | 155 | -5   |  | Étoile rouge de Belgrade | 25-26 | 24-28 |       | 33-25 |
| 4 | SKA Minsk                | 0   | 6 | 0 | 0 | 6 | 114 | 153 | -39  |  | SKA Minsk                | 15-27 | 18-21 | 22-28 |       |

### Groupe D
|   | Équipe                   | Pts | J | G | N | P | Bp  | Bc  | Diff |  | Résultats (dom.\ext.)    |       |       |       |       |
| - | ------------------------ | --- | - | - | - | - | --- | --- | ---- |  | ------------------------ | ----- | ----- | ----- | ----- |
| 1 | RK Celje                 | 10  | 6 | 5 | 0 | 1 | 155 | 122 | 33   |  | RK Celje                 |       | 24-20 | 29-18 | 31-22 |
| 2 | Caja Cantabria Santander | 10  | 6 | 5 | 0 | 1 | 154 | 135 | 19   |  | Caja Cantabria Santander | 24-23 |       | 33-23 | 26-20 |
| 3 | GO Gudme                 | 2   | 6 | 1 | 0 | 5 | 133 | 155 | -22  |  | GO Gudme                 | 18-22 | 23-24 |       | 31-22 |
| 4 | PSG-Asnières             | 2   | 6 | 1 | 0 | 5 | 131 | 161 | -30  |  | PSG-Asnières             | 20-26 | 22-27 | 25-20 |       |

## Phase finale

### Quarts de finale
| Équipe 1                 | Équipe 2          | Aller          | Retour          | Total   |
| ------------------------ | ----------------- | -------------- | --------------- | ------- |
| SC Pick Szeged           | FC Barcelone      | 8 février 1997 | 15 février 1997 | 42 – 66 |
| SC Pick Szeged           | FC Barcelone      | 25 – 26        | 17 – 40         | 42 – 66 |
| ABC Braga                | Badel 1862 Zagreb | 8 février 1997 | 15 février 1997 | 46 – 49 |
| ABC Braga                | Badel 1862 Zagreb | 24 – 23        | 22 – 26         | 46 – 49 |
| Caja Cantabria Santander | THW Kiel          | 8 février 1997 | 16 février 1997 | 45 – 47 |
| Caja Cantabria Santander | THW Kiel          | 26 – 23        | 19 – 24         | 45 – 47 |
| Pfadi Winterthur         | RK Celje          | 8 février 1997 | 16 février 1997 | 40 – 49 |
| Pfadi Winterthur         | RK Celje          | 21 – 21        | 19 – 28         | 40 – 49 |

### Demi-finales
| Équipe 1 | Équipe 2             | Aller        | Retour       | Total   |
| -------- | -------------------- | ------------ | ------------ | ------- |
| RK Celje | FC Barcelone         | 16 mars 1997 | 23 mars 1997 | 50 – 51 |
| RK Celje | FC Barcelone         | 24 – 29      | 26 – 22      | 50 – 51 |
| THW Kiel | Banka Croatia Zagreb | 15 mars 1997 | 23 mars 1997 | 46 – 48 |
| THW Kiel | Banka Croatia Zagreb | 23 – 23      | 23 – 25      | 46 – 48 |

### Finale
Finale aller
| 12 avril 1997 18h15 | FC Barcelone                               | 31 – 22  | Banka Croatia Zagreb                         | Palau Blaugrana, Barcelone, Espagne Affluence : 6 500 Arbitrage : Per Elbrønd Kjeld Løvqvist |
| 12 avril 1997 18h15 | Mateo Garralda 7 Ortega 6, Masip, Xepkin 5 | (17 - 6) | Patrik Ćavar 6 Božidar Jović, Mirza Džomba 4 | Palau Blaugrana, Barcelone, Espagne Affluence : 6 500 Arbitrage : Per Elbrønd Kjeld Løvqvist |
| 12 avril 1997 18h15 | ×2 ×4                                      | Rapport  | ×3 ×5 ×1                                     | Palau Blaugrana, Barcelone, Espagne Affluence : 6 500 Arbitrage : Per Elbrønd Kjeld Løvqvist |

Finale retour
| 19 avril 1997 19h00 | Banka Croatia Zagreb          | 23 – 30 | FC Barcelone              | Zagreb, Croatie Affluence : 11 000 Arbitrage : Stefan Arnaldsson Rögnvald Erlingsson |
| 19 avril 1997 19h00 | Slavko Goluža, Patrik Ćavar 5 | (9-14)  | Garralda, Xepkin, Masip 6 | Zagreb, Croatie Affluence : 11 000 Arbitrage : Stefan Arnaldsson Rögnvald Erlingsson |
| 19 avril 1997 19h00 | ×3                            | Rapport | ×2 ×4                     | Zagreb, Croatie Affluence : 11 000 Arbitrage : Stefan Arnaldsson Rögnvald Erlingsson |

## Les champions d'Europe
| Vainqueur de la Ligue des champions de l'EHF 1996-1997 FC Barcelone 3e titre |

L'effectif du FC Barcelone était, :
| Gardiens de but - David Barrufet - Tomas Svensson - José Manuel Sierra Pivots - Andrei Xepkin - Óscar Andrade - Josep Espar - Alexandru Dedu | Arrières - Iñaki Urdangarín - Mateo Garralda - Joaquín Soler - José Flores - Isra Damont Demi-centres - Enric Masip - Xavier O'Callaghan | Ailiers - Fernando Barbeito - Rafael Guijosa - Antonio Carlos Ortega - David Barbeito - Jordi Fernández Entraîneur - Valero Rivera |